# Johann David Steingruber
Johann David Steingruber (* 25. August 1702 in Wassertrüdingen; † 5. November 1787 in Ansbach) war markgräflicher Landbauinspektor und Baumeister vieler Kirchen im damaligen Fürstentum Ansbach. Er prägte den Markgrafenstil.

## Herkunft
Die Wurzeln der Familie liegen in der oberösterreichischen Pfarrei Eferding im „Ländle ob der Enns“. Dort weist der Ortsname „Steingrub“ noch heute auf den Ursprung des Namens hin. In der Mitte des 17. Jahrhunderts wanderten Mitglieder der Familie als Exulanten im Zuge der habsburgischen Gegenreformation nach Lehmingen und in den Weiler Lochenbach bei Oettingen aus; von dort übersiedelte in der nächsten Generation ein Mitglied der Familie ins benachbarte Wassertrüdingen. Sowohl Steingrubers Vater als auch sein Onkel waren Maurer von Beruf. Nach zwei Jahrzehnten zählte die Familie Steingruber zu den Honoratioren der Stadt, unter anderem besaß sie zwei Häuser.

## Leben
Johann David verbrachte als einziger Sohn einer durchaus wohlhabenden Handwerkerfamilie seine Kindheit in behüteten Verhältnissen. Diese privilegierten ihn wahrscheinlich auch für den Besuch der Lateinschule in Wassertrüdingen. Über seinen Schulabschluss ist nichts bekannt. Der junge Steingruber begab sich in eine drei bis fünf Jahre dauernde Maurerlehre – wohl bei seinem Vater oder Onkel. Bei ihnen erlernte er nicht nur das praktische Mauern und Verputzen, sondern auch das Architekturzeichnen. Den damaligen Zunftregeln entsprechend begab er sich um 1720 auf Wanderschaft. Erfahrungen sammelte er im pfälzischen Mannheim beim dortigen Schlossbau – einem sechsjährigen Bauvorhaben modernsten europäischen Formats. Dort und in Rastatt lernte er nachweislich die Formen des französischen Barock kennen und schätzen.
Schon während dieser „Auslandsjahre“ schien es ihm finanziell möglich gewesen zu sein, sich zu verheiraten und seine Frau und sein erstes Kind zu ernähren. Zwölf weitere folgten in der ersten Ehe, von denen allerdings fünf schon im Säuglingsalter starben. Als seine erste Ehefrau 1766 starb, verheiratete er sich 64-jährig noch einmal.
1728 bewarb sich Johann Steingruber mit 26 Jahren beim markgräflichen Hofbauamt in Ansbach, das Handwerker zum Ausbau des Residenzschlosses benötigte. Er wurde als „Stuccator“ eingestellt, ab 1733 als „Designateur“ geführt.
Wurde er in den ersten Jahren eher für handwerkliche Arbeiten wie Abmessen und Abstecken herangezogen, wurden sein zeichnerisches Talent und seine Kreativität schon bald von Carl Friedrich von Zocha und dessen Nachfolger Leopoldo Retti gewürdigt. 1733 begann die Liste seiner eigenständigen Bauten, 1736 plante und baute er nachweislich völlig selbständig. 1734 wurde er zum Landbauinspektor befördert.
Die erhaltenen Pläne bzw. Risse von Schlossbauten über Fassadengestaltung für ganze Straßenzüge bis hin zu Dekorationsarbeiten zeigen, dass Steingrubers schöpferische Ideen und technische Fertigkeiten bis ins kleinste Detail reichten, so zum Beispiel bei Entwürfen für Treppengeländer, Fenster- und Kaminprofile sowie Altar- und Kanzelgestaltungen.
Bis zum Jahre 1750 nannte er in einem von ihm selbst zusammengestellten Gebäudeverzeichnis etwa hundert Bauwerke, die unter seiner Betreuung standen. Weitere hundert bauliche Unternehmungen unter seiner Regie folgten bis 1763. Noch als 80-Jähriger stellte er die Großhaslacher Kirche fertig. Er nannte als Neubauten 24 Kirchen, 18 Türme, 21 Schulhäuser bzw. Mesnerhäuser, 40 Pfarrhäuser, fünf Brauhäuser, drei Rathäuser und vier Spitäler. Seine zahlreichen privaten Bauaufträge sind dabei noch unberücksichtigt. Neben seinen baupraktischen Tätigkeiten folgten ab 1740 architekturtheoretische Veröffentlichungen. Sein bedeutendstes und umfangreichstes Werk Practica bürgerlicher Baukunst mit Beispielen aus seiner eigenen baulichen Praxis wurde zwischen 1763 und 1773 zweimal aufgelegt.

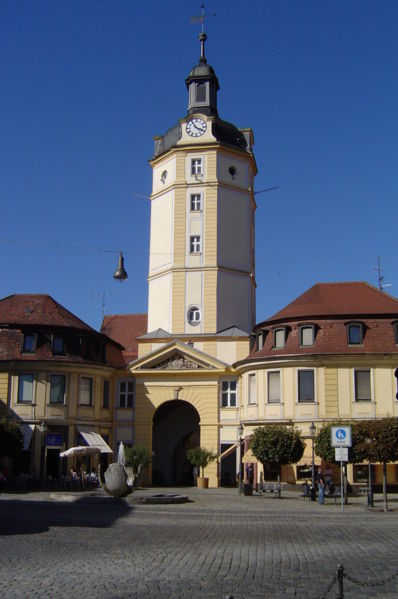
Herrieder Torturm, erbaut von Johann Steingruber im 18. Jahrhundert

1750 ernannte ihn Markgraf Karl Wilhelm Friedrich in der Nachfolge Rettis zum technischen Leiter der neugeschaffenen markgräflichen Baudeputation. Die Beförderung zum Baudirektor – wie es Zocha und Retti waren – ist ihm als Bürgerlichen ohne militärischen Titel verwehrt geblieben. Aber auch so war er zum ersten Baufachmann der Markgrafschaft Brandenburg-Ansbach aufgestiegen. Sein Aufgabenbereich umfasste das gesamte heutige Mittelfranken sowie markgräfliche Lehen in Schwaben und Unterfranken. Bisweilen überschritt er auch seinen hauptberuflichen Wirkungskreis und baute zum Beispiel im Hoheitsgebiet der Freien Reichsstadt Nürnberg oder im Herzogtum Sachsen-Coburg-Saalfeld. Mit der Amtsübernahme des Markgrafen Karl Alexander im Jahr 1757 ebbte die Bautätigkeit des Hofes wegen Überschuldung stark ab.
Steingrubers Vorstellung von der Einheitlichkeit städtebaulicher Ausgestaltung wie der Harmonie der Proportionen und der Symmetrie der Fassaden prägten und prägen immer noch das Bild Ansbachs. Am eindrucksvollsten dokumentiert sich das in der Gestaltung der Straßenzüge bei der Entstehung der sogenannten Neustadt. Ihren krönenden Abschluss fand diese Stadterweiterungsmaßnahme in der Erbauung des Herrieder Tores. Dieser eindrucksvolle Turm bereicherte das Stadtbild und ist ein bleibendes Wahrzeichen Ansbachs. Auch bei vielen anderen Gebäuden ist die bauhandwerkliche Handschrift Steingrubers unverkennbar, genau wie bei fast 200 Bürgerhäusern, die hauptsächlich nach seinen Ideen und Entwürfen gebaut wurden.
Sein erfolgreicher Berufswerdegang vom einfachen Maurer zum herrschaftlichen Bauleiter war im 18. Jahrhundert sehr ungewöhnlich.
Mehr als ein halbes Jahrhundert stand er im Mittelpunkt der Bautätigkeit in der Markgrafenstadt Ansbach. Er war der Meister jenes Baustils, der gemeinhin als Markgrafenstil bezeichnet wird. Steingrubers Geist hat der Baukunst Ansbachs und seines fränkisch-protestantischen Umlandes den heute noch erkennbaren Stempel, sowohl im Bereich des Profan- als auch des Sakralbaus aufgedrückt. Der Architekt Wilhelm Jeremias Müller erlernte unter Steingruber sein Handwerk.

## Beispiele seiner Bauwerke
- Herrieder Tor in Ansbach

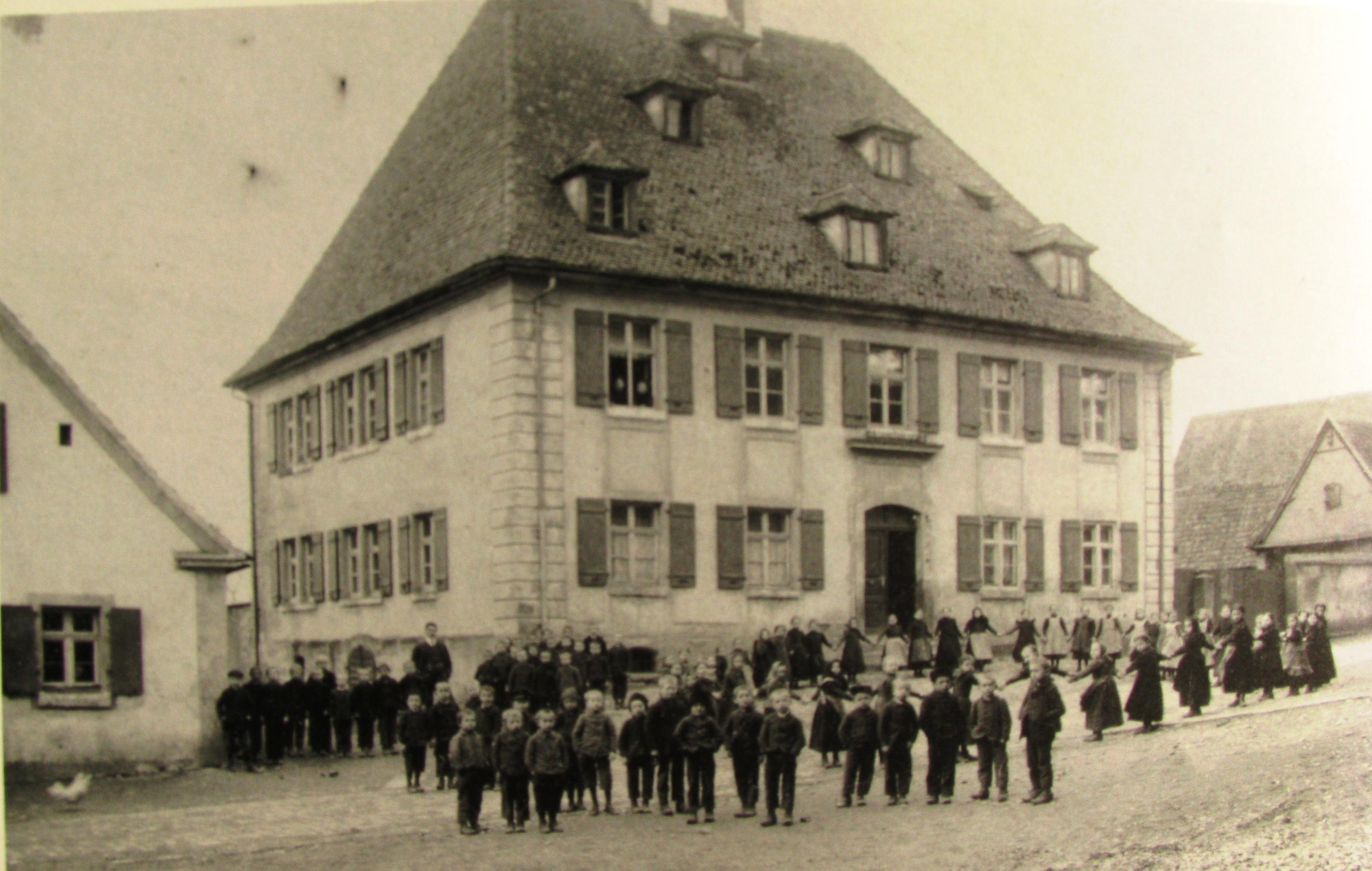
Steingruberhaus in Merkendorf, 1910

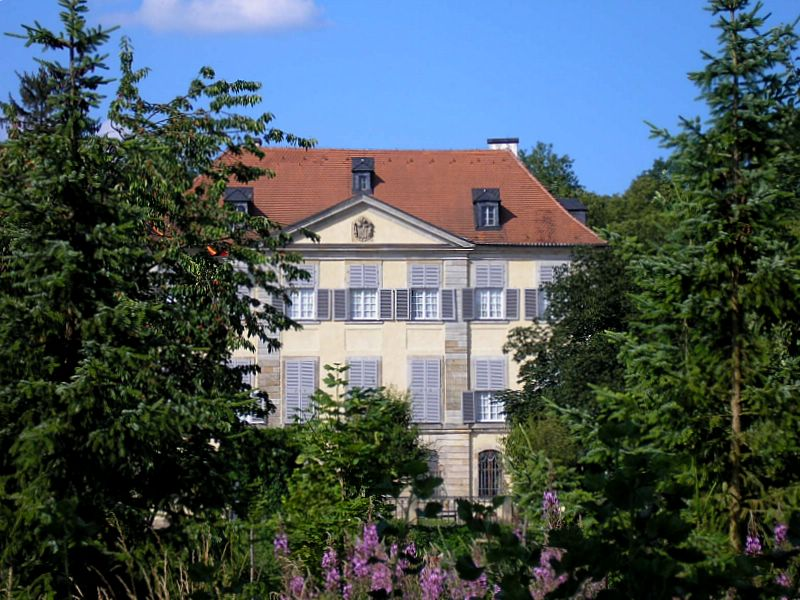
Schloss Birkenfeld

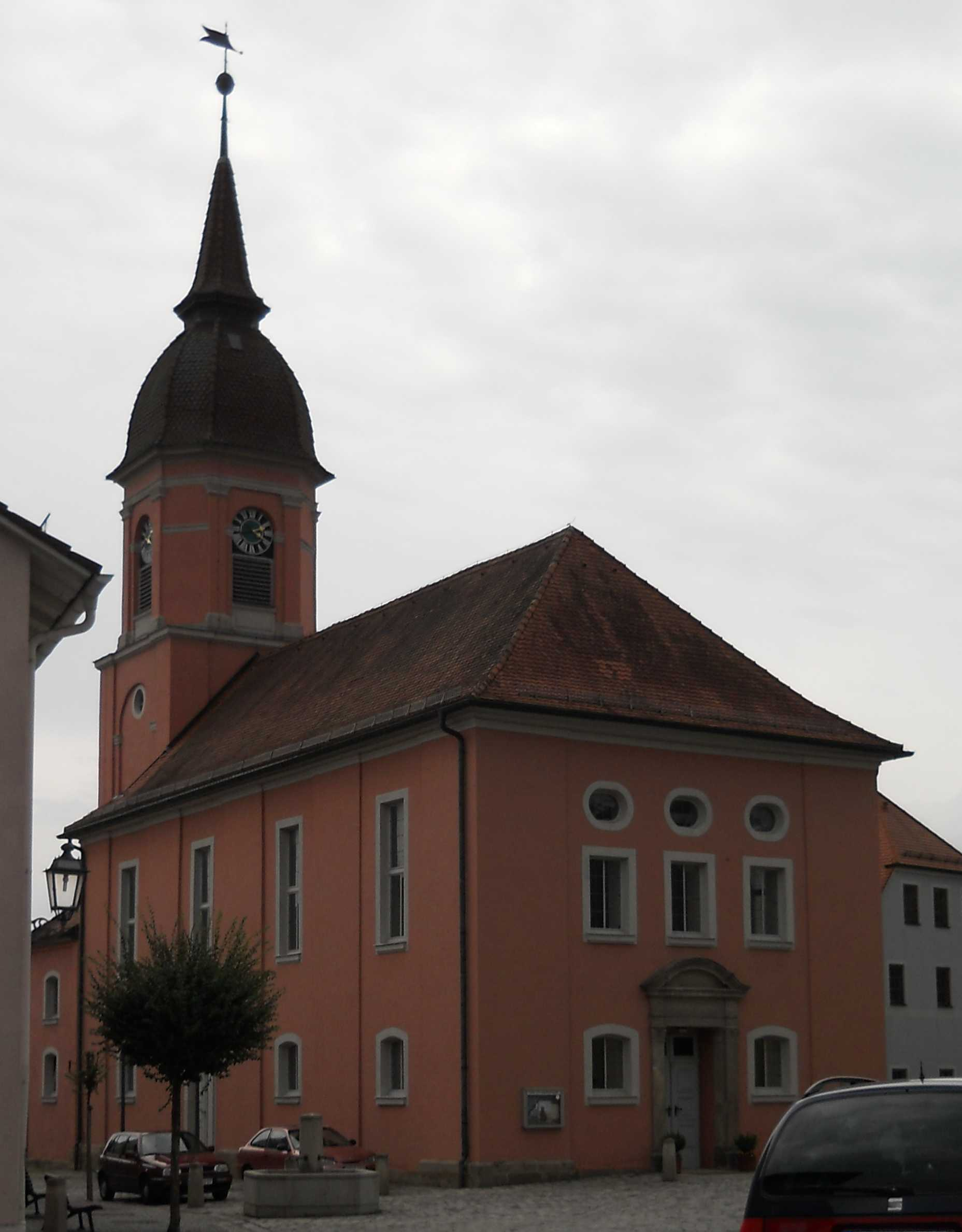
Markgrafenkirche Treuchtlingen

- St. Bartholomäus in Unternbibert, Umgestaltung der Inneneinrichtung, 1777
- St. Georg in Kammerstein
- St. Georg in Georgensgmünd
- St. Michael in Markt Berolzheim
- Rathaus in Langenzenn
- Steingruberhaus in Merkendorf
- Palais Heydenab in Gunzenhausen
- St. Martin in Alfershausen (Ortsteil von Thalmässing), 1742
- St. Burkard in Obernbreit
- St. Johannes in Sickershausen (Ortsteil von Kitzingen)
- St. Johannes in Wernsbach bei Ansbach, Turmaufsatz 1757/60
- Nordflügel von Schloss Eyrichshof
- Schloss Birkenfeld
- Schloss Rentweinsdorf
- St. Nikolai in Weiboldshausen
- Dreifaltigkeitskirche in Rudolzhofen
- Christuskirche in Wettelsheim
- St. Lambertus in Eyb (Ortsteil von Ansbach)
- Hofgartenschloss in Triesdorf (Ortsteil von Weidenbach)
- Rotes Schloss in Obernzenn
- St. Margareta in Windsbach
- St. Margaretha in Lehrberg
- Markgrafenkirche in Treuchtlingen
- St. Martin in Degersheim
- Markgrafenkirche zum Heiligen Kreuz in Aha (Ortsteil von Gunzenhausen)
- Haus des Stadtvogts J. L. Beeg in Gunzenhausen
- Evangelische Kirche in Ettenhausen (Ortsteil von Schrozberg)Evangelische Kirche Ettenhausen, Umbau 1785
- St. Michael in Unterasbach
- Spital in Gunzenhausen

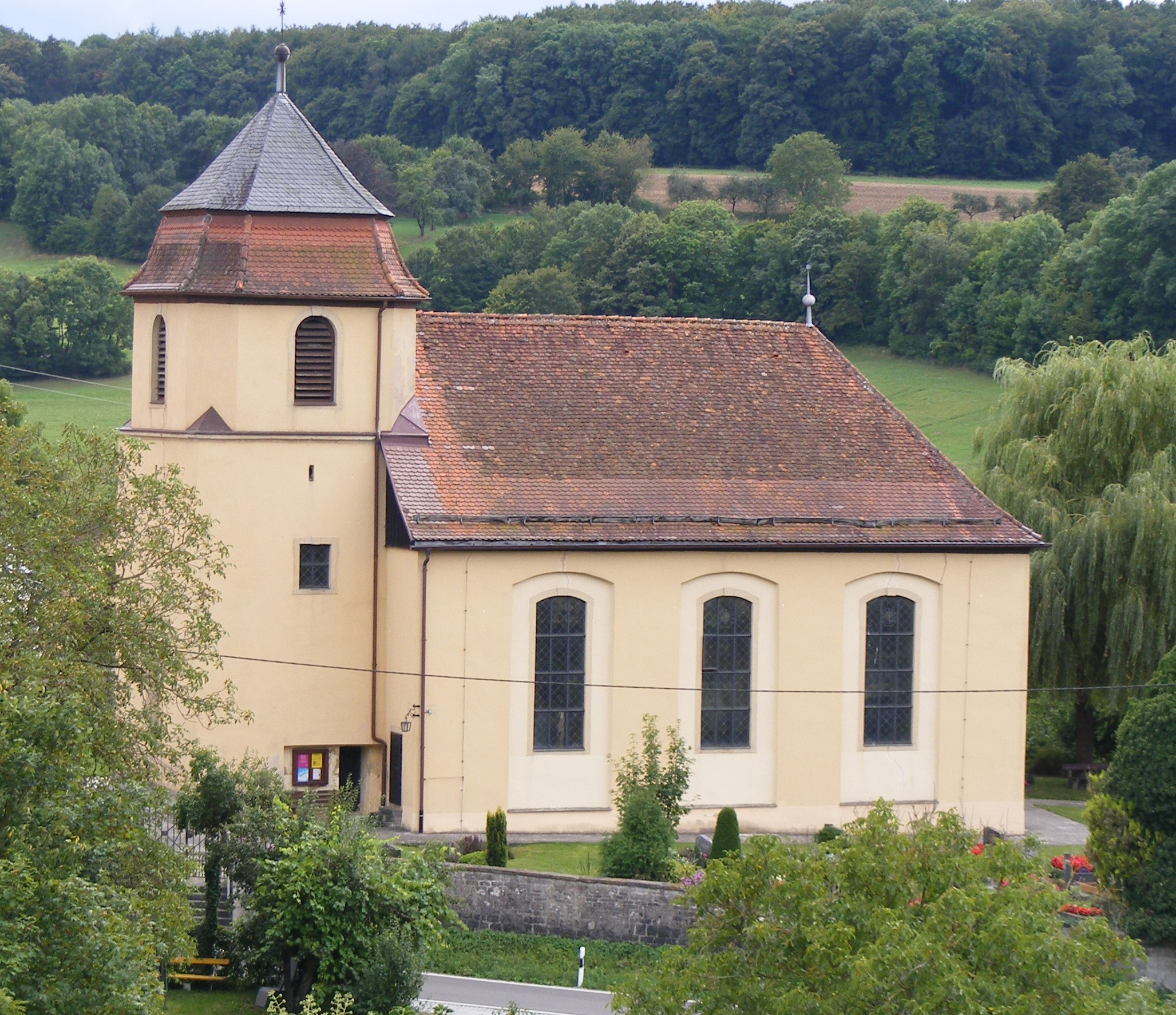
Evangelische Kirche Ettenhausen, Umbau 1785

- Evangelisches Pfarrhaus in Absberg
- Pfarrhaus in Bertholdsdorf, 1734
- St. Emmeram in Sammenheim
- Untere Kirche St. Michael in Markt Berolzheim
- St. Nikolaus in Polsingen
- St. Georg in Dornhausen
- Evangelisch-lutherische Pfarrkirche St. Kilian in Geslau
- Johanneskirche in Schwand
- Keerlhaus in Marktsteft, 1773

## Veröffentlichungen
- Johann David Steingruber: Architektonisches Alphabeth bestehend aus 30 Rissen, Schwabach 1773, gestochen von Johann Christoph Berndt (der Jüngere) (1755–1798) (Reprint: Architectonisches Alphabeth 1773, hg. von Joseph Kiermeier-Debre und Fritz Franz Vogel, Ravensburg: Ravensburger Buchverlag 1997)